# NGC 2806
NGC 2806 – gwiazda o jasności obserwowanej ok. 15m, znajdująca się w gwiazdozbiorze Raka. Skatalogował ją Heinrich Louis d’Arrest 17 lutego 1862 roku jako obiekt typu „mgławicowego”. W niektórych źródłach, np. w bazie SIMBAD, obiekt NGC 2806 jest błędnie identyfikowany jako galaktyka PGC 26212.